# Stadion Kukusz
Stadion Kukusz, maced. Стадион Кукуш – stadion piłkarski w Turnowie, w Macedonii. Może pomieścić 1500 widzów. Swoje spotkania rozgrywa na nim drużyna Horizont Turnowo.